# Severní Předměstí
Severní Předměstí – część ustawowego miasta Pilzna, położona w jego w północnej części. Leży na terenie gminy katastralnej Pilzno 1.